# Walvisteuthis
Walvisteuthis is een geslacht van inktvissen uit de familie van de Onychoteuthidae.

## Soorten
- Walvisteuthis jeremiahi Vecchione, Sosnowski & Young, 2015
- Walvisteuthis rancureli (Okutani, 1981)
- Walvisteuthis virilis Nesis & Nikitina, 1986
- Walvisteuthis youngorum (Bolstad, 2010)